# Guillem de Mont-rodon
Guillem de Mont-rodon – Katalończyk z Osony, mistrz prowincji templariuszy obejmującej Katalonię, Aragonię i Prowansję od stycznia 1214 r. do września 1218 r. W trakcie swojej kadencji sprawował opiekę nad małoletnim królem Jakubem I Zdobywcą w zamku Montsó (dziś Monzón). Wszedł w skład siedmioosobowej rady regencyjnej powołanej przez Innocentego III 23 stycznia 1216 r.
Bibliografia
- Jaume I, Libre dels feyts esdevenguts en la vida del Rey en Jacme, lo Conqueridor; The Chronicle of James I, tłum. John Forster, Chapman and Hall, London 1883.
- Ferran Soldevila, Els primers temps de Jaume I, Barcelona 1968.
- Alan John Forey, The Templars in the Corona de Aragón, Oxford 1973.
- José Luis Villacañas, Jaume I el Conquistador, Madrid 2004.